# One Liberty Plaza
Het One Liberty Plaza is een wolkenkrabber in de Amerikaanse stad New York. Hij staat aan Liberty Street en Broadway in de financiële wijk Lower Manhattan.

## Geschiedenis

### Bouw en ontwerp

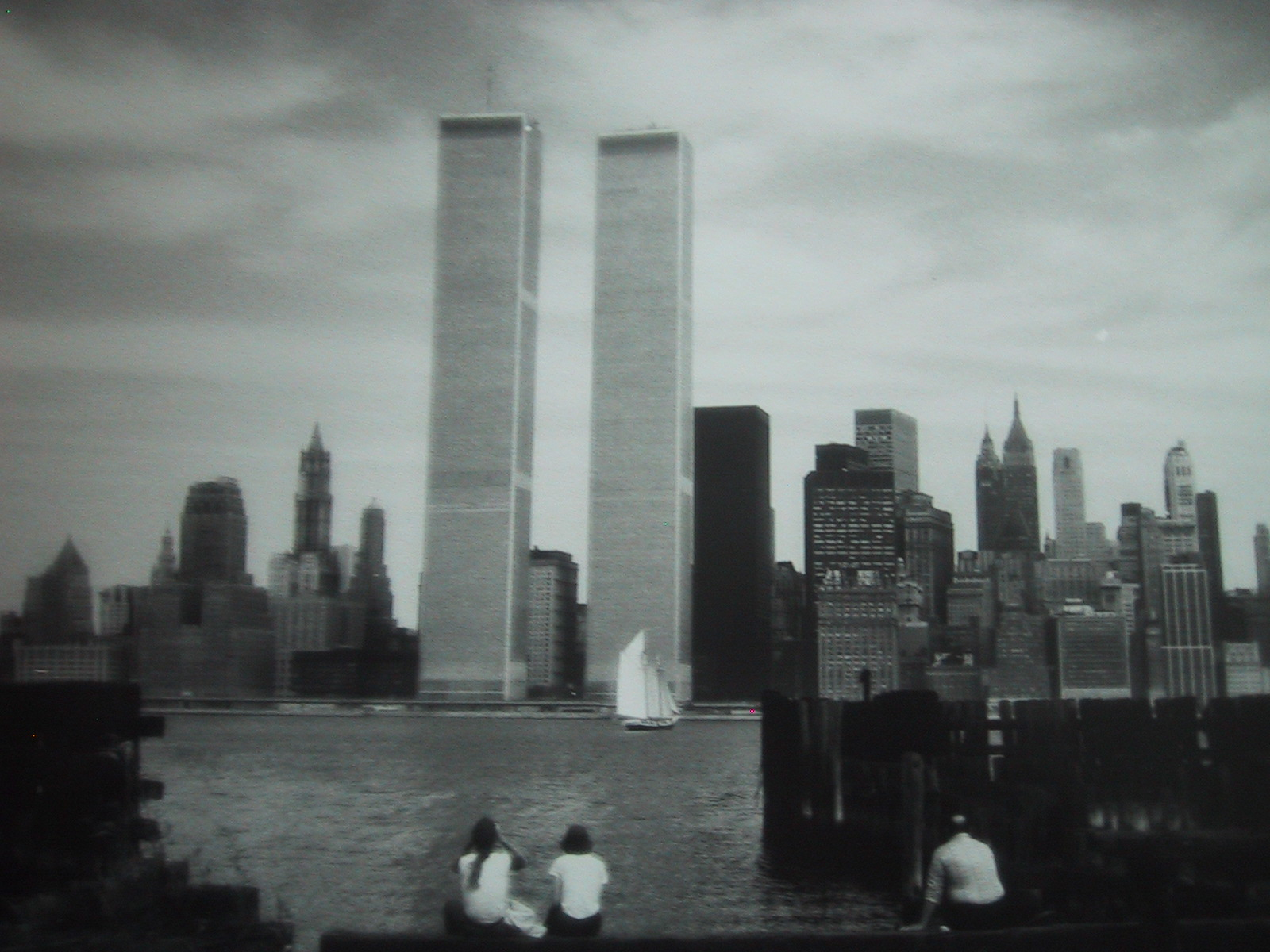
Het One Liberty Plaza rechts achter de Twin Towers in 1973

Het kantoorgebouw is 226 meter hoog, telt 54 verdiepingen en heeft een vloeroppervlak van 218.000 m². Het is voor de helft eigendom van de Blackstone Group en Brookfield Office Properties, voorheen Olympia & York, dat een som van $ 432.000.000 betaalde in 2001.
Het gebouw heeft 165 Broadway als adres en werd gebouwd van 1969 tot 1972. Een jaar later werd het gebouw officieel in gebruik genomen, wat zich ongeveer gelijktijdig voordeed als de opening van het naastgelegen, echter thans vernietigde, World Trade Center.
Het gebouw is zoals vele gebouwen in de nabije omgeving een structureel ontwerp van het architectenbureau Skidmore, Owings and Merrill. Het One Liberty Plaza werd in 1989 al eens grondig gerenoveerd. De lobby werd daarbij onder handen genomen en er werd een nieuw liftsysteem geïnstalleerd.
Het One Liberty Plaza was oorspronkelijk de hoofdzetel van de staalmagnaat U.S. Steel onder de naam 'U.S. Steel Building' en fungeerde daarna nog lange tijd als hoofdzetel van de investeringsbank Merrill Lynch.
Het One Liberty Plaza staat op de locatie van twee voormalige wolkenkrabbers, waarvan het City Investing Building plaats moest ruimen voor de bouw van de toren. Het beroemde Singer Building stond voor de bouw van de toren ook op deze locatie. Dat laatste gebouw droeg gedurende zijn bestaan de titel van hoogste gebouw van New York.

### Renovaties na 9/11

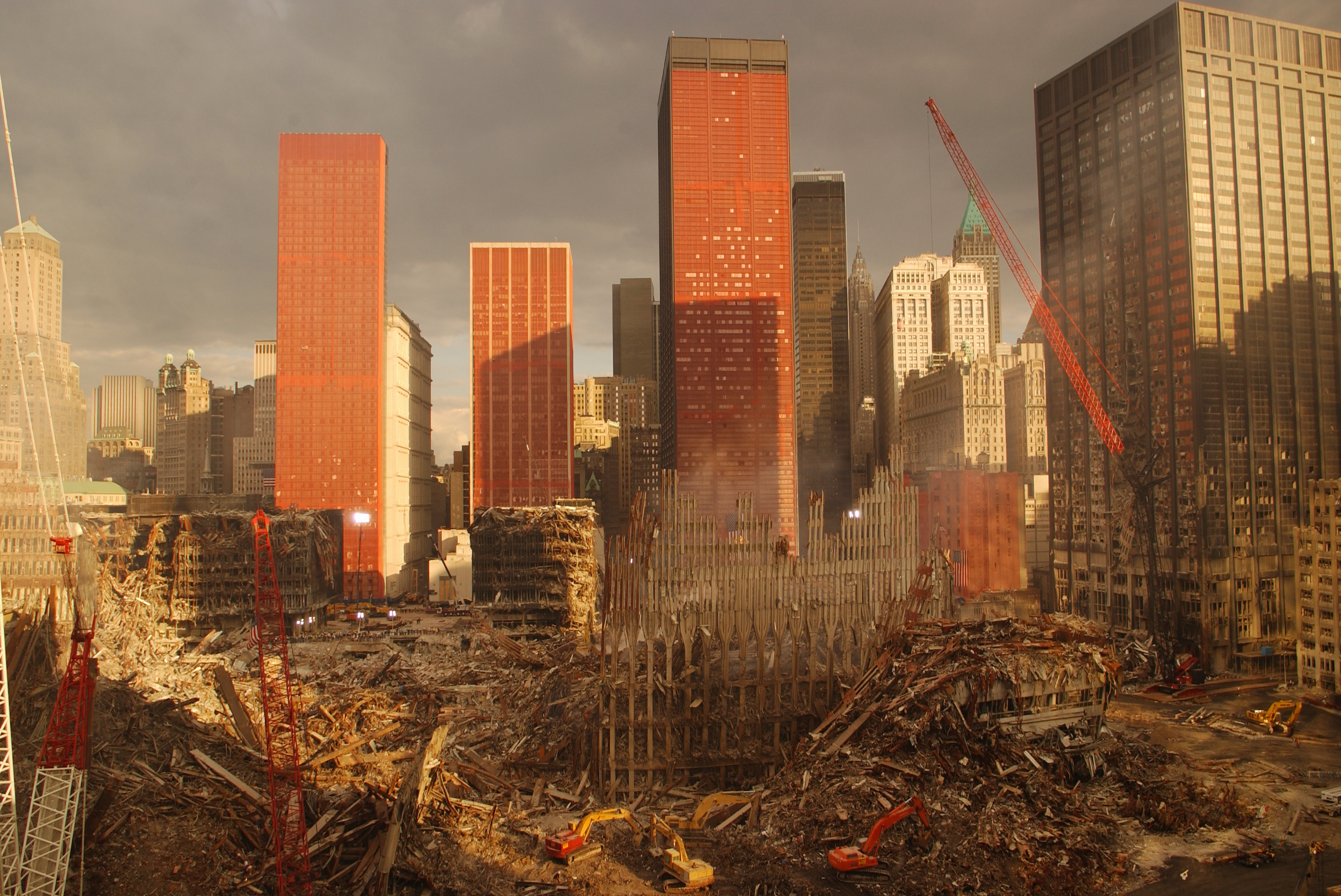
Het One Liberty Plaza (centraal) met het Deutsche Bank Building (rechts) na de aanslagen op 11 september 2001

Het One Liberty Plaza stond jarenlang in de buurt van het voormalige Deutsche Bank Building. Het gebouw raakte – weliswaar miniem – beschadigd als gevolg van de aanslagen op 11 september 2001. De toren bevond zich namelijk achter de South Tower van het World Trade Center. In tegenstelling tot het Deutsche Bank Building – dat verdwenen is – wist men de toren te renoveren.
Sinds de jaren 2010 dient het gebouw als hoofdkwartier van enkele non-profitorganisaties zoals de World Trade Center Memorial Foundation.
In december 2017 verkocht Brookfield Office Properties een belang van 49% in het One Liberty Plaza aan de Blackstone Group, met een waardering van de toren op $ 1,55 miljard. De verkoop van het minderheidsbelang volgde op de herfinanciering van het gebouw in augustus 2017 met een lening van $ 784.000.000 door Morgan Stanley.